# Lincoln (2012)
Lincoln ist ein US-amerikanisches Historien-Drama des Regisseurs Steven Spielberg. Der 2012 produzierte Spielfilm thematisiert die letzten Monate im Leben des 16. US-Präsidenten Abraham Lincoln und seinen politischen Kampf um die endgültige Abschaffung der Sklaverei in den Vereinigten Staaten. Das Drehbuch basiert auf dem 2005 publizierten Sachbuch Team of Rivals: The Political Genius of Abraham Lincoln der Pulitzer-Preisträgerin Doris Kearns Goodwin.
Der Film wurde am 8. Oktober 2012 auf dem New York Film Festival erstmals gezeigt. In den Vereinigten Staaten kam er am 16. November 2012, in Deutschland und Österreich am 24. Januar 2013 in die Kinos. Er spielte weltweit 275 Millionen Dollar ein und wurde am 24. Februar 2013 mit zwei Oscars ausgezeichnet.

## Handlung
Der Sezessionskrieg steht Ende 1864 / Anfang 1865 kurz vor seinem Ende. Die Konföderierten Staaten sind so geschwächt, dass sie im Begriff sind, in Friedensverhandlungen einzutreten. Der republikanische Präsident Abraham Lincoln, der gerade wiedergewählt worden ist, hat es sich zur Aufgabe gesetzt, die Sklaverei per Verfassungszusatz zu verbieten. Der Senat hat dem 13. Verfassungszusatz bereits im April 1864 zugestimmt. Für dessen Verabschiedung braucht er eine Zwei-Drittel-Mehrheit im Repräsentantenhaus. In dieser Kammer wie auch in seinem eigenen Kabinett stößt Lincoln auf heftige Gegenwehr – vor allem bei den Demokraten, teilweise aber auch in seiner eigenen Partei. Im Repräsentantenhaus sind die Motive unter anderem rassistischer Art; im Kabinett will man den Bürgerkrieg so schnell wie möglich beenden und ist auch bereit, dafür die Sklaverei beizubehalten. Lincoln und seine Helfer versuchen einerseits mit direkter und indirekter Bestechung demokratischer Abgeordneter, andererseits mit Drohung und dem Appell an die Ethik, die fehlenden Stimmen zusammenzubekommen. Dabei werden auch viele Aspekte des privaten Lincoln gezeigt: die Ehe, die unter der Arbeitsbelastung und dem Tode eines gemeinsamen Kindes leidet; Lincolns Weigerung, seinen ältesten Sohn in den Krieg ziehen zu lassen; ebenfalls schwer ist es, dem jüngsten Sohn eine sorglose Kindheit zu bieten.
Schließlich gelingt es Lincoln und seinen Helfern, die Mehrheit zustande zu bringen. Dabei ist der Präsident gezwungen, eine Erklärung zu unterschreiben, in der er mit der Wahrheit etwas kreativ umgehen muss. Als der Zusatzartikel am 31. Januar 1865 schließlich angenommen wird, bricht die Mehrheit des Repräsentantenhauses in Jubel aus und stimmt das patriotische Lied Battle Cry of Freedom an. Der Abgeordnete Thaddeus Stevens, der mit seiner schwarzen Haushälterin eine heimliche Ehe führt, leiht sich das offizielle Dokument für eine Nacht aus und bringt es seiner Frau, die ihm die Worte des Gesetzestextes noch einmal laut vorliest.
Am 3. Februar trifft sich Lincoln mit Vertretern der Südstaaten in der Hampton Roads Conference. Diese Verhandlungen scheitern jedoch und der Krieg geht weiter. Ende März besucht Lincoln das Schlachtfeld von Petersburg, Virginia, wo er sich mit General Grant unterhält. Kurz darauf, am 9. April, nimmt Grant die Kapitulation General Lees in Appomattox Courthouse entgegen.
In der Nacht des 14. April 1865 trifft sich Lincoln mit seinem Kabinett, um Fragen der Gleichberechtigung schwarzer Menschen zu diskutieren. Dabei zeigt sich Lincoln durchaus zurückhaltend, was die komplette Gleichstellung der Schwarzen betrifft. Er muss diese Sitzung jedoch beenden, weil seine Frau schon in der Kutsche auf ihn wartet.
Die nächste Aufnahme zeigt den ermordeten Lincoln, der von seinen Weggefährten umgeben ist. Der Film endet mit einer Rückblende und zeigt Lincolns Rede bei seiner Inauguration für seine zweite Amtszeit.
Während Audienzen und Kabinettssitzungen erzählt Lincoln wiederholt Anekdoten und Humoresken. Die Kongressdebatten nebst der Abstimmung sind von persönlichen Angriffen, vor allem durch Thaddeus Stevens, gekennzeichnet.

## Produktionsdaten
Den Dreharbeiten ging eine zwölf Jahre währende Recherche-Arbeit des Regisseurs Steven Spielberg voraus. Frühe Drehbuchversionen stammten aus der Feder von John Logan und Paul Webb. Das endgültige Drehbuch schrieb Tony Kushner auf Basis von Doris Kearns Goodwins Sachbuch „Team of Rivals: The Political Genius of Abraham Lincoln“.
Mit einem Budget von 65 Millionen US-Dollar wurde Lincoln zum Teil an Originalschauplätzen zwischen Oktober und Dezember 2011 in den Bundesstaaten Illinois und Virginia gedreht.
Als Hauptdarsteller war zunächst ab Januar 2005 Liam Neeson vorgesehen, Spielbergs Hauptdarsteller aus Schindlers Liste. Doch im November 2010 gab Neeson bekannt, nicht mehr für Lincoln zur Verfügung zu stehen, da er sich zu alt für die Rolle fühle, die daraufhin der zweifache Oscar-Preisträger Daniel Day-Lewis erhielt.
Für den Kino-Einsatz außerhalb der USA wurde dem Film ein ein-minütiger Prolog hinzugefügt, der dem internationalen Publikum die für das Verständnis des Films notwendigen Grundlagen der amerikanischen Geschichte vermitteln soll.

## Vorgeschichte
1974 wurde die Mini-Serie Lincoln gedreht, in welcher Hal Holbrook die Titelrolle verkörperte. Holbrook, im Film von 2012 in der Rolle des Francis Preston Blair zu sehen, erhielt 1976 für seine Darstellung des US-Präsidenten einen Emmy. Ebenso stellte Holbrook in der Mini-Serie Fackeln im Sturm von 1985 Abraham Lincoln dar.

## Rezeption

### Erfolg
Im Jahr 2013 wurden bundesweit 564.823 Besucher an den deutschen Kinokassen gezählt, womit der Film den 56. Platz der meistbesuchten Filme des Jahres belegte.

### Kritik
Lincoln erhielt insgesamt sehr positive Kritiken. Roger Ebert von der Chicago Sun-Times gab dem Film vier von vier Sternen und nannte ihn den drittbesten Film des Jahres 2012. Er lobte besonders die Leistung Daniel Day-Lewis’. Glenn Kenny von MSN Movies gab dem Film fünf von fünf Sternen und lobte die Regieleistung Spielbergs. Auch Martin Schwickert von epd film gab dem Film 5 von 5 Sternen und bezeichnete ihn als „klug strukturiertes Ensemblestück, in dem sich exzellente Schauspieler (…) passgenau in die historischen Figuren einarbeiten“.
Colin Covert von der Star Tribune lobte Steven Spielberg, Daniel Day-Lewis und Tony Kushner. Diese hätten ein triumphales Werk des historischen Journalismus geschaffen. Charlie McCollum von den San Jose Mercury News nannte den Film „eines der besten historischen Dramen der Filmgeschichte“.
Für den Kritiker Ian Haydn Smith zeigt sich das Washington im Film als Welt der geheimen Absprachen, Kompromisse und Eigeninteressen. Für ihn gleicht die Darstellung des Repräsentantenhauses der einer Gladiatoren-Arena, in der „Legenden geboren werden und Unentschlossenheit eine Karriere zerstören kann.“ Darin sieht er Ähnlichkeiten zum heutigen Amerika. Der Ton des Films erinnert ihn an einen Politthriller mit hoher Handlungsdichte. Er hebt besonders die schauspielerische Leistung von Daniel Day-Lewis hervor, der „bravourös“ in seiner Rolle verschwindet. Er zieht insbesondere eine Parallele zur Darstellung Oskar Schindlers durch Liam Neeson in Spielbergs Film Schindlers Liste. Für Spielberg ordnet der Kritiker den Film thematisch den Filmen Die Farbe Lila und Amistad zu, die sich ebenfalls mit dem Thema Rassenkonflikt befassen. In diesen drei Filmen sieht er ihn als Spielbergs besten Film an. Dazu tragen auch Kushners „exzellentes Drehbuch“ und Day-Lewis' „überragende“ Schauspielkunst bei.
Daniel Day-Lewis’ Leistung wurde mit insgesamt 30 Filmpreisen und 8 Nominierungen gewürdigt. Tommy Lee Jones erhielt 9 Filmpreise und 14 Nominierungen. Sally Field bekam 5 Filmpreise und 13 Nominierungen. Das Ensemble erhielt insgesamt mehrere Nominierungen.

## Auszeichnungen
- Critics’ Choice Movie Awards 2013, Nominierungen in 13 Kategorien, davon gewonnen:
  - Bester Hauptdarsteller: Daniel Day-Lewis
  - Bestes adaptiertes Drehbuch: Tony Kushner
  - Bester Komponist: John Williams

- New York Film Critics Circle Awards
  - Bester Hauptdarsteller: Daniel Day-Lewis
  - Beste Nebendarstellerin: Sally Field
  - Bestes Drehbuch: Tony Kushner

- Oscar-Verleihung 2013
  - Bester Hauptdarsteller: Daniel Day-Lewis
  - Bestes Szenenbild: Rick Carter, Jim Ericson
- nominiert für:
  - Bester Film
  - Bester Nebendarsteller: Tommy Lee Jones
  - Beste Nebendarstellerin: Sally Field
  - Beste Regie: Steven Spielberg
  - Bestes adaptiertes Drehbuch: Tony Kushner
  - Beste Kamera: Janusz Kamiński
  - Bester Schnitt: Michael Kahn
  - Bestes Kostümdesign: Joanna Johnston
  - Beste Filmmusik: John Williams
  - Bester Ton: Andy Nelson, Gary Rydstrom, Ronald Judkins

- Golden Globe Award 2013
  - Golden Globe Award für „Bester Hauptdarsteller“ – Spielfilmdrama: Daniel Day-Lewis
- nominiert für:
  - Golden Globe Award für „Bester Film“ – Spielfilmdrama: Steven Spielberg
  - Golden Globe Award für „Beste Nebendarstellerin“: Sally Field
  - Golden Globe Award für „Bester Nebendarsteller“: Tommy Lee Jones
  - Golden Globe Award für „Beste Regie“: Steven Spielberg
  - Golden Globe Award für „Bestes Drehbuch“: Tony Kushner
  - Golden Globe Award für „Beste Filmmusik“: John Williams

- Gilder Lehrman Lincoln Prize

## Synchronisation
Die deutsche Fassung umfasst folgende Synchronsprecher:
| Rolle                              | Darsteller             | Synchronsprecher         |
| ---------------------------------- | ---------------------- | ------------------------ |
| Abraham Lincoln                    | Daniel Day-Lewis       | Frank Röth               |
| Mary Todd Lincoln                  | Sally Field            | Cornelia Meinhardt       |
| William Seward                     | David Strathairn       | Reinhard Kuhnert         |
| Robert Lincoln                     | Joseph Gordon-Levitt   | Jacob Weigert            |
| W. N. Bilbo                        | James Spader           | Olaf Reichmann           |
| Preston Blair                      | Hal Holbrook           | Friedrich Georg Beckhaus |
| Thaddeus Stevens                   | Tommy Lee Jones        | Ronald Nitschke          |
| Robert Latham                      | John Hawkes            | Stefan Krause            |
| Alexander Stephens                 | Jackie Earle Haley     | Udo Schenk               |
| Edwin Stanton                      | Bruce McGill           | Roland Hemmo             |
| Ulysses S. Grant                   | Jared Harris           | Lutz Schnell             |
| Fernando Wood                      | Lee Pace               | Sascha Rotermund         |
| George Pendleton                   | Peter McRobbie         | Kaspar Eichel            |
| Elizabeth Keckley                  | Gloria Reuben          | Katharina Koschny        |
| James Ashley                       | David Costabile        | Tobias Meister           |
| Private Harold Green               | Colman Domingo         | Oliver Stritzel          |
| Weißer Soldat                      | Lukas Haas             | Norman Matt              |
| Alexander Coffroth                 | Boris McGiver          | Tom Vogt                 |
| Arzt im Militärkrankenhaus         | George Turman          | Matthias Klages          |
| Edward McPherson                   | Christopher Evan Welch | Viktor Neumann           |
| Gideon Welles                      | Grainger Hines         | Erich Räuker             |
| Harold Hollister                   | Michael Ruff           | Matthias Klages          |
| Joseph Marstern                    | Joseph Carlson         | Bastian Sierich          |
| William Slade, Lincolns Hausdiener | Stephen Henderson      | Frank Ciazynski          |